# Stiriodes subserviens
Stiriodes subserviens là một loài bướm đêm trong họ Noctuidae.